# NGC 121
NGC 121 es un cúmulo globular ubicado en la Pequeña Nube de Magallanes, en la constelación de Tucana. El objeto fue descubierto por el astrónomo John Herschel el 20 de septiembre de 1835, usando un telescopio reflector con abertura de 18,6 pulgadas. El compilador del Nuevo Catálogo General, John Louis Emil Dreyer, describió este objeto como "bastante brillante, bastante pequeño, poco extendido, muy gradualmente más brillante".